# گورستان جگین
گورستان جگین مربوط به هزاره اول قبل از میلاد است و در شهرستان جاسک، بخش مرکزی، روستای جگین واقع شده و این اثر در تاریخ ۲۷ بهمن ۱۳۸۲ با شمارهٔ ثبت ۱۰۹۳۲ به‌عنوان یکی از آثار ملی ایران به ثبت رسیده است.